# AP Pension
AP Pension, oprindeligt Andels-Pensionsforeningen, nu formelt Foreningen AP Pension f.m.b.a. og datterselskabet AP Pension Livsforsikringsaktieselskab, er et dansk livsforsikrings- og dermed pensionsselskab, der med en markedsandel på 5,4 procent i 2018 var landets sjettestørste pensionsselskab.
AP Pension blev grundlagt 8. september 1919 og udsprang af andelsbevægelsen. Kongstanken var, at andelsselskabernes ansatte skulle have deres egen pensionskasse, hvis overskud udelukkende gik til kunderne. I dag er selskabet fortsat 100% kundeejet. Bestyrelsesformanden er gårdejer Niels Dengsø Jensen.
Gennem 1930'erne voksede selskabet kraftigt, og fra 1935 til 1936 fordobledes præmieindtægterne, der nu var på 1 million kroner, og efter krigen fortsatte væksten. Ved 50 års-jubilæet var indtægterne således et godt stykke over 22 millioner kroner. I 1984 ændredes navnet til AP Forsikring, og i 1989 fik det sit nuværende navn.
I 1990 indledtes forhandlinger med Tryg, Nykredit og Unibank om en fusion, hvilket ville skabe et aktieselskab. Planerne blev skrinlagt i 1991 grundet massiv modstand blandt medlemmerne.
Siden 2003 haft domicil på Østbanegade på Østerbro i København. Virksomheden beskæftiger 220 ansatte (2009), mens præmieindtægterne har passeret 10,3 milliarder kroner (2018).
Siden 2011 har AP Pension overtaget flere pensionskasser:
- Finanssektorens Pensionskasse (FSP) i 2012[2]
- Pensionskassen for Teknikum- og Diplomingeniører (ISP) mellem 2013[3] og 2018[4]
- Administration af den grønlandske pensionskasse Arbejdstagernes Pensionskasse (SISA)[5]
- Skandia Danmark i 2019[6]

I 2016 blev den mangeårige direktør Søren Dal Thomsen fyret under fortrolige omstændigheder. Bo Normann Rasmussen overtog rollen som adm. direktør.